# Collegio uninominale Veneto - 04 (2020)
Il collegio elettorale uninominale Veneto - 04 è un collegio elettorale uninominale della Repubblica Italiana per l'elezione del Senato della Repubblica.

## Territorio
Come previsto dalla legge n. 51 del 27 maggio 2019, il collegio è stato definito tramite decreto legislativo all'interno della circoscrizione Veneto.
È formato dal territorio dell'intera provincia di Vicenza (114 comuni).
Il collegio è parte del collegio plurinominale Veneto - 02.

## Eletti
| Elezione | Elezione | Senatore      | Partito |
| -------- | -------- | ------------- | ------- |
|          | 2022     | Mara Bizzotto | Lega    |

## Dati elettorali

### XIX legislatura
Come previsto dalla legge elettorale, 74 senatori sono eletti con sistema a maggioranza relativa in altrettanti collegi uninominali a turno unico.
| Candidati                                 | Candidati               | Voti    | %     | Liste                                 | Voti    | %     |
| ----------------------------------------- | ----------------------- | ------- | ----- | ------------------------------------- | ------- | ----- |
|                                           | Mara Bizzotto ✔️ Eletto | 256 605 | 56,95 | Fratelli d'Italia                     | 146 584 | 32,53 |
| Lega per Salvini Premier                  | Mara Bizzotto ✔️ Eletto | 256 605 | 56,95 | 72 119                                | 16,01   |       |
| Forza Italia                              | Mara Bizzotto ✔️ Eletto | 256 605 | 56,95 | 30 069                                | 6,67    |       |
| Noi moderati/Lupi - Toti - Brugnaro - UDC | Mara Bizzotto ✔️ Eletto | 256 605 | 56,95 | 7 833                                 | 1,74    |       |
|                                           | Claudia Maria Longhi    | 100 022 | 22,20 | Partito Democratico-IDP               | 69 432  | 15,41 |
| Alleanza Verdi e Sinistra                 | Claudia Maria Longhi    | 100 022 | 22,20 | 15 414                                | 3,42    |       |
| +Europa                                   | Claudia Maria Longhi    | 100 022 | 22,20 | 13 966                                | 3,10    |       |
| Impegno Civico - Centro Democratico       | Claudia Maria Longhi    | 100 022 | 22,20 | 1 210                                 | 0,27    |       |
|                                           | Marilisa Munari         | 39 842  | 8,84  | Azione - Italia Viva - Calenda        | 39 842  | 8,84  |
|                                           | Barbara Guidolin        | 23 177  | 5,14  | Movimento 5 Stelle                    | 23 177  | 5,14  |
|                                           | Giorgio Amadori         | 11 811  | 2,62  | Italexit                              | 11 811  | 2,62  |
|                                           | Luigi Caponetto         | 9 097   | 2,02  | Vita                                  | 9 097   | 2,02  |
|                                           | Cristina Bomitali       | 4 607   | 1,02  | Italia Sovrana e Popolare             | 4 607   | 1,02  |
|                                           | Roberto Fogagnoli       | 4 079   | 0,91  | Unione Popolare                       | 4 079   | 0,91  |
|                                           | Filippo Sciortino       | 1 330   | 0,30  | Alternativa per l'Italia (PdF - Exit) | 1 330   | 0,30  |
| Totale                                    | Totale                  | 450 570 | 100   |                                       | 450 570 | 100   |
|                                           |                         |         |       |                                       |         |       |
| Voti non validi                           | Voti non validi         | 19 228  | 4,09  |                                       |         |       |
| Votanti                                   | Votanti                 | 469 798 | 71,54 |                                       |         |       |
| Elettori                                  | Elettori                | 656 688 |       |                                       |         |       |